# غوستاف والتر
غوستاف والتر (بالتشيكية: Gustav Walter)‏ هو مغني أوبرا تشيكي، ولد في 11 فبراير 1834 في Bílina ‏ في التشيك، وتوفي في 31 يناير 1910 في فيينا في النمسا.